# 太陽高能粒子
太陽高能粒子是來自太陽的高能量粒子，在1940年代初期就已經被觀測到。他們包含質子、電子和能量在數十KeV至GeV的重離子（速度最快的粒子可以達到光速的80%）。人們對它們特別重視和感興趣，因為他們會危及在外太空的生命（特別是40MeV的粒子）。太陽高能粒子（SEPs）可以經由兩種過程產生：從耀斑場所獲得能量或是與日冕物質拋射（CMEs）結合的衝激波。但是，只有大約1%的CMEs能夠產生強大的SEP事件。
兩種主要的機制提供加速度的可能：擴散衝擊加速度（DSA，有時稱為第一階費米加速）或衝激漂移機制。SEPs可以在5至10個太陽半徑（地日距離的0.5%）的距離內被加速至數十MeV的高能量，並且在閃焰或物質拋射之後短短的數小時內就抵達地球。這使得預測和對SEP事件的警報很具有挑戰性。SEP事件的組成和種子的分布也是一個活躍的研究領域。

## 外部連結
- Solar Energetic Particles (Rainer Schwenn)
- NASA（页面存档备份，存于）